# Oziel Carneiro
Oziel Rodrigues Carneiro (Boa Vista do Tocantins, 18 de fevereiro de 1932 - Belém, 23 de setembro de 2013) foi um médico, empresário e político brasileiro que, vinculado ao senador Jarbas Passarinho, ingressou no PDS e foi derrotado por Jader Barbalho (candidato do PMDB) na disputa pelo governo do Pará em 1982. No pleito de 1986 foi eleito primeiro suplente de senador na chapa de Jarbas Passarinho, exercendo o mandato no período em que o titular foi Ministro da Justiça no governo Fernando Collor.

## Biografia
Oziel Carneiro nasceu em Boa Vista do Tocantins, atual Tocantinópolis (TO), no dia 18 de fevereiro de 1932, filho de Pedro Carneiro de Morais e Luísa Rodrigues Carneiro. Seu pai foi senador pelo Pará de 1963 a 1966 e em 1968, e deputado federal em 1971 e 1972. Seu irmão, Armando Carneiro, foi deputado federal pelo Pará (1959-1971).
Formado pela Faculdade de Medicina da Universidade Federal do Pará, em 1957, não chegou a exercer a profissão de médico. Jornalista, banqueiro, industrial e pecuarista, ocupou, entre 1958 e 1961, a presidência da Companhia Pires Carneiro S.A., fábrica de cimento com sede em Capanema. No ano seguinte transferiu-se para Belém para assumir a vice-presidência e, posteriormente, a presidência do Banco Comercial do Pará. Entre 1970 e 1974, foi diretor das carteiras de crédito geral do Banco do Brasil com alçada na 1ª Região Operacional, que englobava estados da Amazônia, do Nordeste e territórios federais. No mesmo período, foi membro do conselho deliberativo da Superintendência do Desenvolvimento da Amazônia (Sudam).
Ligado a instituições financeiras e industriais, em 1973 foi representante do ministro da Fazenda, Antônio Delfim Neto, no encontro de bancos estaduais realizado em Belém. Presidente do Banco da Amazônia entre março de 1979 e abril de 1981, acumulou, neste período, o conselho diretor do Instituto Brasileiro de Mineração e a comissão consultiva bancária do Conselho Monetário Nacional (CMN). Em 1981 foi designado secretário executivo do Conselho Interministerial do programa Grande Carajás.

### Carreira política
Em novembro de 1982, concorreu ao governo do Pará pelo Partido Democrático Social, sendo derrotado pelo candidato do Partido do Movimento Democrático Brasileiro, Jader Barbalho. Suplente de Jarbas Passarinho, eleito senador pelo PDS em novembro de 1986, Oziel Carneiro tornou-se presidente da Associação Comercial do Pará em 1988, permanecendo no cargo por dois anos. Em novembro de 1990, assumiu a vaga de Jarbas Passarinho no Senado, pois este último havia sido nomeado para a pasta da Justiça pelo então presidente da República Fernando Collor de Mello (1990-1992). Oziel exerceu o mandato de senador até abril de 1992.
Era presidente do PDS no momento de sua fusão com o Partido Democrata Cristão, em abril de 1993, dando origem ao Partido Progressista Reformador. Convidado, pouco depois, a ingressar no Partido Social Cristão, acabou abandonando a vida pública, concentrando-se em suas atividades de industrial.

## Desempenho em eleiçõesções
| Ano  | Eleição          | Coligação                                                   | Partido | Candidato a | Votos   | %     | Resultado  |
| ---- | ---------------- | ----------------------------------------------------------- | ------- | ----------- | ------- | ----- | ---------- |
| 1982 | Estadual no Pará | Sem coligação                                               | PDS     | Governador  | 461.969 | 47,05 | Não Eleito |
| 1986 | Estadual no Pará | Movimento Democrático Paraense (PMDB, PDS, PTB, PCB, PCdoB) | PDS     | Senador     | 115.564 | 6,97  | Não Eleito |